# Ван Рюимбек, Бертран
В Википедии есть статьи о других людях с такой фамилией, см. Ruymbeke.
Бертран Ван Рюимбек (Bertrand Van Ruymbeke; род. 7 июня 1962, Париж) — французский историк, американист и англовед. Доктор, фул-профессор Университета Париж VIII, иностранный член Американского философского общества (2025). Старший член Institut Universitaire de France. Автор трудов по истории английской Америки.
Cоучредитель журнала «Journal of Early American History». Публиковался в Historia. Автор From New Babylon to Eden. The Huguenots and their Migration to Colonial South Carolina (Columbia, SC, 2006), L’Amérique avant les Etats-Unis. Une histoire de l’Amérique anglaise 1497—1776 (2013), Histoire des Etats-Unis. De 1492 à nos jours (2018). Соредактор Memory and Identity. The Huguenots in France and the Atlantic Diaspora (2003), A Companion to the Huguenots (2016) {Рец. Barbara Diefendorf}, The Atlantic World of Anthony Benezet (2016).